# Battle of the Year: The Dream Team
Battle of the Year: The Dream Team är en amerikansk dansfilm från 2013. En av huvudrollerna spelas av pop- R&B-artisten Chris Brown. Filmen är baserad på den verkliga danstävlingen Battle of the Year.

## Handling
Blake (Josh Holloway), en man vars förflutna har förstört nästintill hela hans liv får en chans att träna en grupp b-boys till den franska internationella danstävlingen: Battle of the Year. Men först måste de alla inse att de ingår i ett lag, ett team, vilket blir svårt när gamla rivaler möts och andra problem uppstår.

## Rollista
- Josh Peck - Blake
- Josh Holloway - Derrek
- Chris Brown - Rooster
- Laz Alonso - Dante
- Caity Lotz - Stacy
- Terrence Jenkins - ?
- Luis Rosado - Bambino
- Weronika Rosati - Jolene
- Jesse Erwin - James
- Ivan 'Flipz' Velez - Flipz
- Steve Terada - Sight
- David Kim - Dante's livvakt
- Alex Martin - Punk
- Sawandi Wilson - Sniper
- Natalya Oliver - Hip hop Executive
- Giovanni V. Giusti - Art director
- Jérôme Gaspard - Punk
- Marcus Nel-Jamal Hamm - Dantes livvakt